# دار الناس (فلم)
دار الناس (بالفرنسية: La villa) فيلم تونسي من إخراج محمد دمق، أًصدر عام 2004م.

## قصة الفيلم
تدور احداث الفيلم في بداية الثمانينات التي شهدت فيها البلاد ازمة سياسية واجتماعية واقتصادية طاحنة ادت إلى حدوث غليان كبير في الشارع التونسي كان من نتائجه اندلاع ما عرف وقتها بـ«ثورة الخبز» في كانون الثاني/يناير 1984.
وسط هذه الظروف العصيبة تبدأ حكاية الشاب هادي الذي يتزامن رسوبه للمرة الثالثة على التوالي في امتحان البكالوريا مع احالة والده إلى التقاعد. لكن قبل مغادرة هذا الأخير العمل بشهر واحد يطلب منه مخدومه خدمة اخيرة هي حراسة منزله، والواقع في أحد الاحياء الفاخرة بالعاصمة، خلال فترة العطلة الصيفية.
تنتقل العائلة رغم معارضة هادي في البداية للإقامة في منزل صغير قرب «الفيلا» الفاخرة. وهناك يكتشف الابن الشاب عالما آخر مع وقوعه في غرام فتاة تقيم في نفس الحي.
ورغم تعليمات الاب بعدم دخول «الفيلا» بما أنها «دار الناس» يستغلها هادي لإقامة الحفلات الصاخبة مع اصدقائه الجدد. وفي تلك الأثناء يعود شقيقه الأكبر من بلد أوروبي ليغير مجرى الأحداث ويفتح اعين شقيقه على مجتمع تتآكله الصراعات والتناقضات وينهشه واقع مظلم فتتلاشى احلامه التي تتحول بسرعة إلى سراب.